# Camille Le Tellier de Louvois

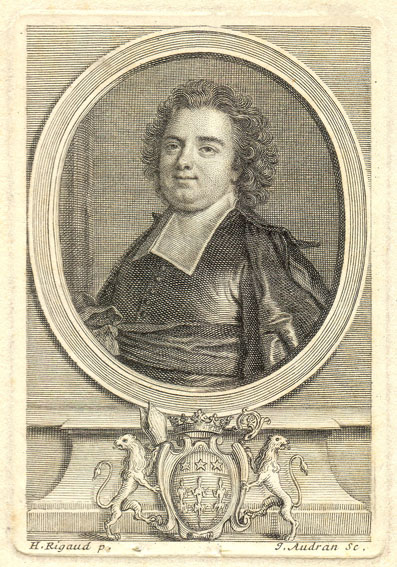
Camille Le Tellier de Louvois

Camille Le Tellier de Louvois (* 11. April 1675; † 5. November 1718) war ein französischer Kleriker.
Tellier de Louvois war ein Sohn (von sechs) des Politikers François-Michel Le Tellier, marquis de Louvois und dessen Ehefrau Anne de Souvré, marquise de Courtanvaux.
Tellier de Louvois studierte Theologie an der Sorbonne und konnte dieses Studium mit einer Promotion 1700 erfolgreich beenden. Im Anschluss daran bekam er eine Anstellung als Kustos des Münz- und Antikensammlung (Cabinet des medailles) in der Bibliothèque nationale (Paris). Parallel dazu ernannte man ihn zum Generalvikar beim Erzbischof in Reims.
Bereits 1699 nahm ihn die Académie des sciences als Mitglied auf und 1705 wählte ihn die Académie des Inscriptions et Belles-Lettres zu ihrem Ehrenmitglied. Im darauffolgenden Jahr bestimmte die Académie française Tellier de Louvois zum Nachfolger des verstorbenen Jean Testu de Mauroy (Fauteuil 4); ihm selbst folgte der Bischof von Clermont, Jean-Baptiste Massillon auf diesem Platz nach.
Siehe auch: Liste der Mitglieder der Académie française